# ارباب‌رعیتی

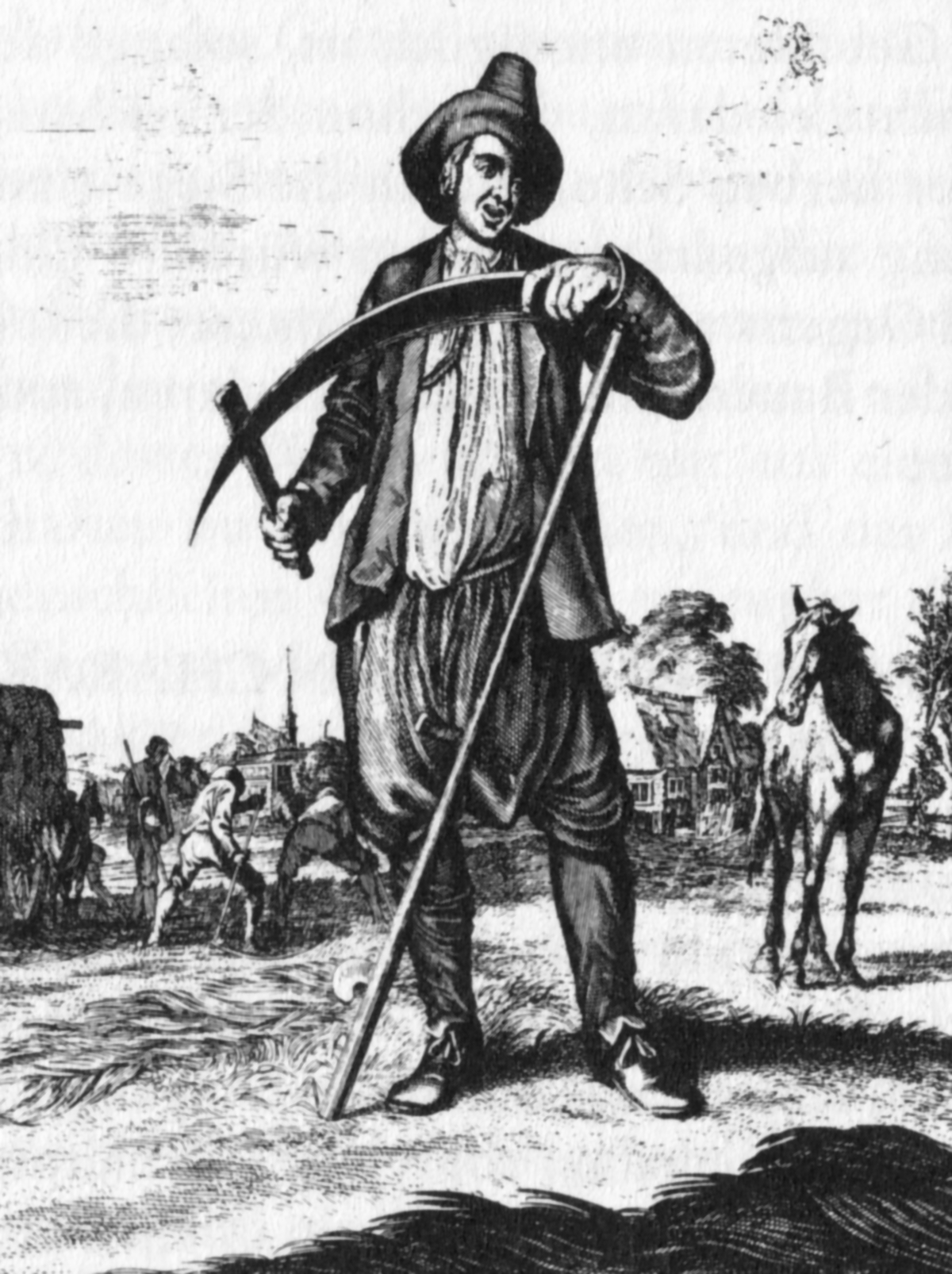
یک رعیت در حال کار بر روی زمین.

فرانسه در سال ۱۴۷۷ میلادی: موزاییکی از قلمروهای فئودالی.

نظام ارباب–رعیتی یا فِئودالیسم که تیول‌داری، حکومت مُلوک الطَوایفی و خان‌خانی نیز نامیده می‌شود نظامی اجتماعی-اقتصادی است که در نتیجهٔ فروپاشی جامعه متکی بر برده‌داری به وجود آمده و با وجود تنوع راه‌های رسیدن بدان، تقریباً در کلیه سرزمین‌های جهان، البته در هر جا با ویژگی‌های مشخص خود، وجود داشته است. در اروپای غربی این نظام از قرن ۵ تا قرون ۱۷ و ۱۸ میلادی و در روسیه و شرق اروپا از قرن نهم تا نیمه دوم قرن نوزدهم میلادی را در بر می‌گرفت.
فئودالیسم در توصیف دورهٔ معینی از تاریخ اروپا از قرن نهم تا سیزدهم میلادی اشاره دارد که در آن قدرت سیاسی میان زمین‌داران بزرگ تقسیم شده است و هر زمین‌دار یا ارباب دارای جماعتی رعیت یا دست‌نشانده است که در ازای خدمات نظامی یا سایر خدمات، حق تملک یا استفاده از زمین را از ارباب به‌دست می‌آورند. نظام فئودالی برابر و مشابه با نظام ارباب-رعیتی در ایران و آسیای میانه است.
در بسیاری از کشورها فئودالیسم با اصلاحات ارضی و تقسیم زمین‌های زراعی بین کشاورزان از میان رفته ولی هنوز هم در بعضی از کشورهای جهان سوم قدرت واقعی در دست فئودال‌ها و زمین‌داران بزرگ است. در گذشته فئودالیسم در ایران بیشتر با نام حکومت عشیره ای ایلی ملوک‌الطوایفی یا خان‌خانی معروف شده بود و تا سال‌های نه چندان دور تا دهه چهل شمسی ادامه داشته تا وقتی که پادشاهان پهلوی ایل و خان‌ها را خلع سلاح و در تقسیمات ارضی آنها را بی قدرت کردند.

## در اروپای قرون وسطی
یکی از مهم‌ترین ویژگی‌های قرون وسطی، فئودالیسم به عنوان ساختار اقتصادی و سیاسی این دوره بود.
نظام فئودالی طرح‌ریزی نشده بود بلکه به عنوان پیامد آشفتگی اجتماعی سقوط امپراتوری روم غربی، رشد و نمو پیدا کرد و گسترش یافت. نظام فئودالی نظم تازه‌ای برقرار کرد و زنجیرهٔ فرمانروایی به وجود آورد که جایگزین زنجیره‌ای شد که از امپراتور و سنا تا ایالات، شهرها و شهرک‌ها تداوم داشت.
اصطلاح نظام ارباب-رعیتی معنای آمریت اربابی یک فئودال بر کشاورزی (رعیت) که بر روی ملک او به کشت و کار مشغول است، را دارد. در نظام ارباب-رعیتی که با زور بر رعیت تحمیل می‌شود او می‌بایست برخی از درخواست‌های اربابش را به شکل کالایی، نقدی یا خدماتی انجام دهد. این عامل وادار کننده ممکن است نیروی نظامی فئودال یا سنتی باشد که از حمایت نوعی رویهٔ قضایی برخوردار است.

### پیش‌زمینه
امپراتوری روم با یک سازمان دیوان‌سالاری پیچیده اداره می‌شد و مخارج آن از طریق یک نظام مالی پیچیده با انواع مالیات‌ها و در راس آن مالیات بر زمین تأمین می‌گردید. مقدار زیادی از این مالیات‌ها از استان‌های متمول‌تر جنوبی همچون مصر به دست می‌آمد. درآمد حاصل از این نظام مالی عموماً خرج نیروهای نظامی می‌گشت که طبقه اجتماعی مجزایی نسبت به سایر نخبگان همچون اشراف و زمین‌داران تشکیل داده بودند.
با سقوط آفریقا و تصرف شهر کارتاژ به دست وندال‌ها، درآمد مالیاتی امپراتوری روم غربی به شدت کاهش یافت. این امر موجب توسل هر چه بیشتر آن‌ها به نیروهای قبایل بربر شمالی به جای استفاده از ارتش منظم شد. سران این قبایل به عنوان زمین داران محلی که بدین ترتیب به رهبران نظامی امپراتوری تبدیل شده بودند، برخلاف پیشینان خود که به دنبال منافع سیاسی خواستار افزایش مواجب نیروهای ارتش بودند، تمایل به کاهش یا قطع مالیات بر زمین داشتند. با فروپاشی امپراتوری روم غربی و تشکیل چندین پادشاهی کوچک‌تر به سردمداری همین رهبران نظامی، با وجود ادامه یافتن دریافت مالیات بر زمین تا جای ممکن، میزان این گونه مالیات‌ها افت ناگهانی پیدا کرد و اعطای بخشودگی مالیاتی از جانب پادشاهان و حاکمان به زمین‌داران به گونه‌ای از امتیاز سیاسی بدل گشت. نجیب‌زادگان اروپایی سده‌های میانه (به خصوص در فرانسه) معافیت از پرداخت مالیات مستقیم سرانه و املاک یافتند. البته مالیات بر فروش همچنان شامل حال آن‌ها نیز می‌شد که به هر صورت نسبت به فقرا کمتر بود چرا که پرداخت مالیات درخور شان آن‌ها فرض نمی‌شد. این شرایط با بهانه ارائه خدمات نظامی و مورد تهدید واقع بودن جان و اموال آن‌ها در صورت وقوع جنگ، توجیه می‌شد اما در عمل، این قوانین با اضافات یک بار مصرفِ در هم و برهم، متغیر و پراکنده بودند به وجهی که برآورد دقیق عواید حاصل از آن را غیرممکن می‌کردند. از همین رو پادشاهان بیش از آن که بر دریافت مالیات تکیه نمایند، از زمین‌های خود که به شکل گسترده در سرتاسر قلمرو آن‌ها پراکنده بود، کسب درآمد می‌نمودند. بدین ترتیب کل زیربنای اقتصادی اقدامات سیاسی از دریافت مالیات به زمین‌داری تغییر ماهیت داد.

### ظهور فئودالیسم
ظهور فئودالیسم در اروپا به دنبال تجزیهٔ امپراتوری شارلمانی صورت گرفت، که پس از تجزیه آن، قدرت‌های محلی رونق یافتند.
مردم شهرها و روستاها که خود را در خطر هجوم بیگانگان می‌دیدند چاره‌ای جز توسل به زورمندان و فرمانروایان محلی نیافتند. بدین ترتیب ارباب محلی تنها پاسدار آن‌ها شناخته می‌شد و این آغاز استمرار نظام فئودالی در اروپای غربی بود.
در ظرف سه قرن این نظام به صورت منظم تری درآمد. بسیاری از مورخان معتقدند که این نظام مخصوص همان دورهٔ خاص از تاریخ اروپاست و نباید آن را در جوامع دیگر جستجو کرد ولی برخی به خاطر پاره‌ای از شباهت‌ها، به‌خصوص مسئلهٔ پراکندگی قدرت و به وجود آمدن ارباب‌های محلی، اصطلاح فئودالیسم را برای کشورها و محل‌های دیگر نیز به کار برده‌اند.
بسیاری ریشهٔ واگذاری بنه‌فیس را به شارلمانی برمی‌گردانند که در زمان حملهٔ اعراب به اسپانیا که اروپا را تهدید می‌نمود برای جمع‌آوری سپاه و تأمین ساز و برگ و نیز تحریک و دادن انگیزه به جنگ مبادرت به ضبط قسمت زیادی از زمین‌های کلیسایی برای واگذاری به نظامیان نمود. این واگذاری از همان ابتدا بنفیس نام گرفت.
به هنگام ضعف حکومت مرکزی اشرافیت نظامی در صدد موروثی جلوه دادن بنه‌فیس‌ها می‌نمودند اما از نظر حقوقی رسمیت نداشت تا اینکه در دوره‌های بعدی واگذاری زمین به صورت فیف رسمیت یافت و دورهٔ فئودالیسم آغاز شد که در زمان شارل لوشو و بر طبق فرمان ۸۷۷ میلادی وی، اراضی و املاکی که به‌طور موقت در اختیار نجبا و فرماندهان سپاه قرار گرفته بود تا از عواید آن بهره‌مند شوند به صورت موروثی در اختیار آنان قرار گرفت.

### سوگند وفاداری
فئودالیسم در مرحله‌ای از قرون وسطی شکل گرفت که واگذاری زمین از نوع فیف جایگزین واگذاری بنه‌فیس شد.
در نظام فئودالی دو نجیب‌زاده با هم پیمانی می‌بستند که بر مبنای آن خادم یا دست‌نشانده به‌انجام پاره‌ای وظایف که مهم‌ترین آن‌ها خدمات نظامی بود، متعهد می‌شد و در عوض نجیب‌زاده دیگر که ارباب، سرور یا سالار نامیده می‌شد، از دست‌نشانده حمایت می‌کرد و نیازهای اساسی او نظیر خوراک و پوشاک را تأمین می‌نمود. تعهدی که دست‌نشانده می‌داد به صورت «سوگند وفاداری» بود.

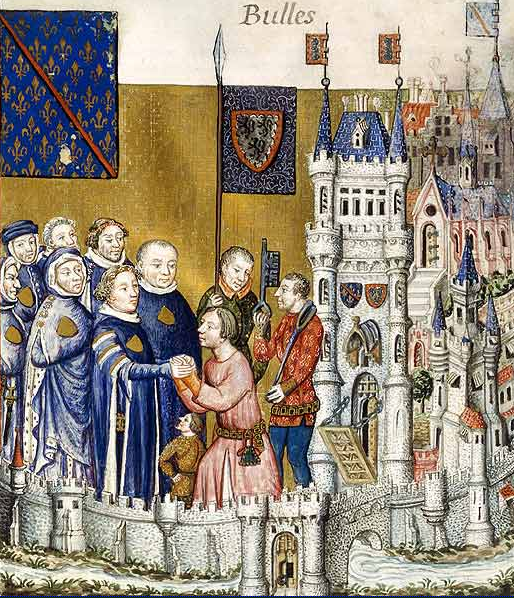
اوماژ کلرمون فرانسه

این سوگند وفاداری برای دست‌نشانده یک تیول به همراه می‌آورد که اصطلاح فئودال از آن ریشه می‌گیرد. تیول بخششی بود که امتیازات معینی را به دست‌نشانده می‌داد. ممکن بود حق استفاده از یک دارایی خاص ارباب به دست‌نشانده واگذار شود که می‌توانست هر چیزی از یک قلعه تا کل یک ایالت باشد.
با این حال، تیول‌ها لزوماً با ملک و دارایی ارتباطی نداشتند و تیول یک خادم ممکن بود مجوز جمع‌آوری مالیات‌ها، ضرب سکّه یا تعیین و وصول جریمه‌ها باشد.
غالباً ارباب‌ها به خادم‌ها علاوه بر تیول، مصونیت نیز می‌بخشیدند که به ایشان اجازه می‌داد قوانین خود را وضع کنند و دادگاه‌های خود را به راه بیندازند. تیول و مصونیت معمولاً در ازای این داده می‌شد که دست‌نشانده تعداد معینی سرباز در اختیار سپاه اربابش قرار دهد.
در ابتدای دورهٔ فئودالیسم تیول‌ها موروثی نبودند اما در اواخر دورهٔ فئودالیسم معمولاً تیول به ارث می‌رسید. وارث دست‌نشانده می‌بایست شکلی از مالیات بر ارث را که «عوض» نامیده می‌شد به اربابش می‌پرداخت. این عوض ممکن بود به میزان درآمد یکسالهٔ آن تیول باشد. در مورد دست‌نشانده‌هایی که بدون وارث از دنیا می‌رفتند، ارباب هرطور که شایسته می‌دانست در مورد تیول آن‌ها تصمیم می‌گرفت.
دست‌نشانده بودن افتخار به حساب می‌آمد و معمولاً به آسانی به کسی داده نمی‌شد. در واقع، تنها اعضای طبقهٔ فرادست و نجیب‌زادگان اجازه داشتند دست‌نشانده شوند. از این رو، اشرافی چون دوک‌ها و شوالیه‌ها اجازه داشتند سوگند وفاداری یاد کنند، اما کشاورزان به این کار مجاز نبودند. مقام‌های عالی رتبهٔ کلیسای کاتولیک نیز می‌توانستند دست‌نشانده شوند که شامل سراسقف‌ها، اسقف‌ها و راهبان بلندمرتبه می‌شد. اینان وظایف فئودالی خدمت نظامی و مدیریت کشاورزی را نیز در بعضی موارد عهده‌دار می‌شدند. هیچ‌کس دیگری از جمله کشیشان دون پایه، نمی‌توانستند دست‌نشانده شوند و حتی در میان طبقه فرادست هم همه دست‌نشانده نبودند. با این حال اکثر این افراد چنین منصبی داشتند.
با گذر زمان و افزایش پیچیدگی و مخارج دستگاهای حکومتی، رعیت‌زادگانی که می‌توانستند نیاز حاکمان را از طریق پرداخت‌های نقدی یا کمک در زمینه مدیریت مالی و قضایی در سطوح مختلف، تأمین نمایند، با دریافت زمین یا منصب در جایگاه نجیب‌زادگان قرار می‌گرفتند. این افراد که نجیب‌زاده کسوتی نامیده می‌شدند، به منبع سرشاری برای دستگاه سلطنت بدل گشتند. این تحولات که باعث پدیداری گروهی از خدمت‌گزاران مدنی ماهر شد، موجب بروز نگرانی در طبقه نجیب‌زادگان آبا و اجدادی که کم و بیش در حال از دست دادن جایگاه مشاوره‌ای خود بودند، می‌شد.
در نظام فئودالی هم ارباب و هم دست‌نشاندهٔ حقوق و وظایفی داشتند. ارباب متعهد می‌شد از دست‌نشاندهٔ خود و تیول او محافظت کند و برای این منظور در صورت لزوم به جنگ برود. ارباب همچنین متعهد می‌شد در صورتی که یک دست‌نشانده به شکستن سوگند خود یا هر جرم دیگری متهم شد، این فرصت را داشته باشد تا در برابر همتایان خویش از خود دفاع کند.
در عوض دست‌نشانده نیز متعهد می‌شد که در خصوص مسائل نظامی و سیاسی هم به ارباب و هم به دیگر دست‌نشانده‌های ارباب مشاوره بدهد. دست‌نشانده همچنین متعهد می‌گردید به اربابش، به ویژه در امور نظامی، یاری رساند؛ بنابراین، اگر اربابش فرمان می‌داد دست‌نشانده می‌بایست به جنگ می‌رفت. با این حال، برای این که جنگ برای دست‌نشانده بیش از حد وقت‌گیر و پرهزینه نشود، این خدمت نظامی به چهل روز در سال محدود می‌شد.
ارباب می‌توانست از دست‌نشانده خود تقاضای پول هم بکند. دست‌نشانده در مواقع اضطراری، جنگ‌های طولانی یا رخدادهای مهم نظیر ازدواج بزرگ‌ترین دختر ارباب یا شوالیه شدن بزرگ‌ترین پسر او، مستلزم چنین کمک‌های مالی بود.
پیمان فئودالی معمولاً برای تمام عمر بود؛ اگر چه در صورتی که دست‌نشانده به وظایفش عمل نمی‌کرد، پیمان بین او و اربابش گسسته می‌شد. در این صورت ارباب دست‌نشانده را از تیولش خلع ید می‌کرد و اعلام می‌داشت که دست‌نشانده باید همهٔ آن زمینی را که از او به تیول گرفته بازگرداند. دست‌نشانده‌ای که پیمان فئودالی او گسسته می‌شد، روزگار سختی پیدا می‌کرد. البته دست‌نشانده نیز تنها تا جایی به سوگند خود متعهد بود که ارباب هم به عهد خود وفادار باشد. برای دست‌نشانده‌ها مگر در موارد نقض شدید پیمان وفاداری مانند تلاش ارباب برای کشتن دست‌نشانده، غیرقانونی بود که اربابشان را ترک گویند.
اکثر نجبا هم ارباب و هم دست‌نشانده بودند. دست‌نشانده‌های دارای املاک بزرگ معمولاً دست‌نشانده‌های دیگری را به خدمت می‌گرفتند. این کار غالباً با علاقه و تمایل ارباب خود آن‌ها انجام می‌شد، چون بدین ترتیب آن‌ها می‌توانستند تعداد بیشتری جنگ جو در خدمت خود بگیرند.

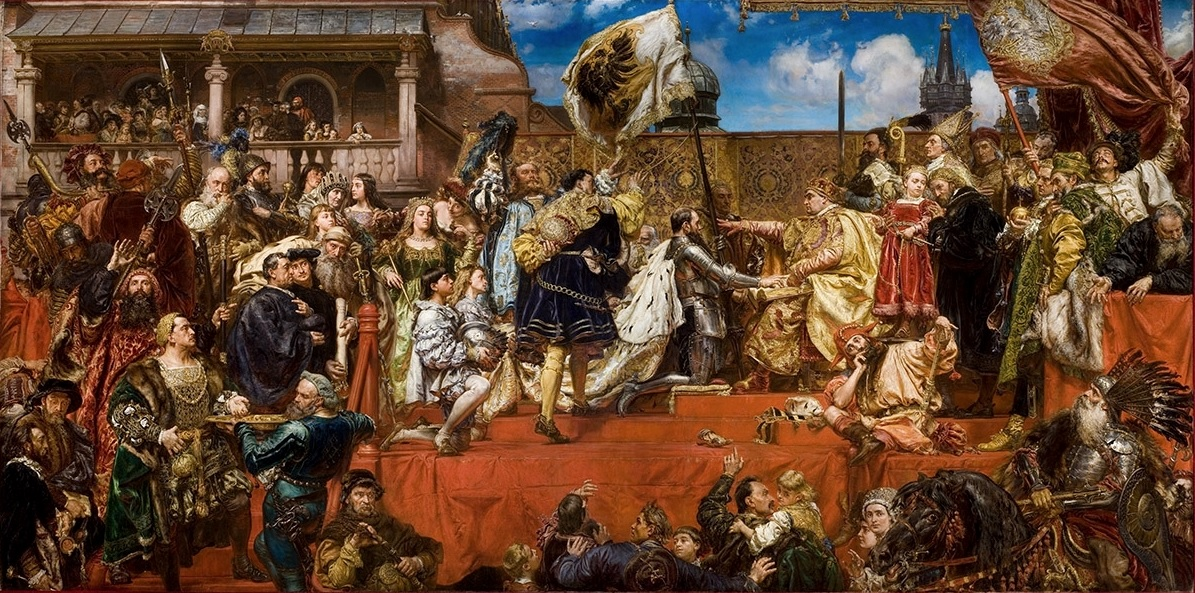
اوماژ پروسی اثر یان ماتیکو. آلبرت و برادرانش دوک‌نشین پروس را به عنوان فیف از شاه لهستان دریافت می‌کنند.

به لحاظ نظری، سلسله مراتب فئودالی، یعنی رده‌بندی اربابان و دست‌نشانده‌ها، به شکل یک هرم درمی‌آمد که پادشاه در راس آن بود. در ردهٔ بعد از پادشاه دست‌نشانده‌های شخصی او بودند، که خودشان اربابان دست‌نشانده‌های زیردستشان بودند. این هرم به پایین ادامه می‌یافت تا دست‌نشانده‌های بدون دست‌نشانده می‌رسید.
در این سلسله مراتب دست‌نشانده‌های رده‌های مختلف تفاوت بسیاری داشتند. برای مثال در فرانسه این سلسله می‌توانست شامل یک دوک بزرگ با درآمد سالانه ده هزار لیور تا ارباب کوچک یک قلعه با یک یا دو شوالیه به عنوان دست‌نشانده و کمتر از ۵۰۰ لیور عایدی سالانه باشد. در قعر هرم نیز شوالیه‌هایی بودند که ارباب کسی جز رعایا به حساب نمی‌آمدند و تنها تیول آن‌ها یک خانه و چند مزرعه بود که دهقانان در آن ساکن بودند و از اجاره هر کدام از آن‌ها ۲۵ لیور یا کمتر نصیبشان می‌شد.
اما در عمل، نظام فئودالی هیچ‌گاه چنین منظم نبود. اولاً نظم و ترتیب هرمی ایجاب می‌کند که هر چه نجیب‌زاده‌ای در سلسله مراتب فئودالی جایگاه بالاتری داشته باشد، از قدرت بیشتری نیز برخوردار باشد. اما واقعیت این بود که دست‌نشانده‌ها غالباً قدرتمندتر از اربابانشان بودند. در واقع ممکن بود دست‌نشاندهٔ یک پادشاه بیشتر از خود او قدرت داشته باشد.
با رشد فئودالیسم، برخی دست‌نشانده‌ها به بیش از یک ارباب سوگند وفاداری یاد می‌کردند، چون می‌خواستند از بیشتر از یک تیول درآمد داشته باشند. نتیجه این بود که این نجبا در سلسله مراتب فئودالی در یک زمان سطوح مختلفی را اشغال می‌کردند.
این سوگندهای چندجانبه به سردرگمی زیادی منجر می‌شد، به ویژه هنگامی که چندین ارباب به کمک یک دست‌نشانده نیاز پیدا می‌کردند. برای روشن شدن این که کدام سوگند وفاداری مقدم است، اربابی، لیج یا ارباب اصلی دست‌نشانده می‌شد که فرمانروا نامیده می‌شد. فرمانروا شخصی بود که دست‌نشانده نخست به او سوگند وفاداری یاد کرده بود و بنابراین مقدم بر ارباب بود.
اصلاحات فئودالی همه برای سامان بخشیدن به وفاداری‌ها شکل گرفت اما هیچ‌یک کارایی و موفقیت نداشت. سرانجام بسیاری از نجبا دریافتند که اگر سرباز کافی در اختیار داشته باشند لازم نیست نگران سوگندهای وفاداری باشند.
در عوض می‌توانستند به جنگ دیگر اشراف یا نجبا بروند و املاکی را که می‌خواهند متصرف شوند. هیچ سنت و قانون و دادگاهی توانایی پایان بخشیدن به این جنگ‌های خصوصی را که باعث اسراف نیرو، زمان و منابع زیاد مادی می‌شد، نداشت.
در این خصومت‌های خصوصی، فئودال‌های رقیب که غالباً در پناه برج و باروهای خود در امان بودند، در یک «جنگ دیوانه‌وار» برای به حداقل رساندن عایدی اقتصادی طرف مقابل اقدام به کشتار و مثله کردن رعایا به عنوان قربانیان اصلی یا از بین بردن مزارع و باغات یکدیگر می‌نمودند، تا دشمن را به ورطه نابودی بکشانند.

### ضعف و نابودی فئودال‌ها در اروپا

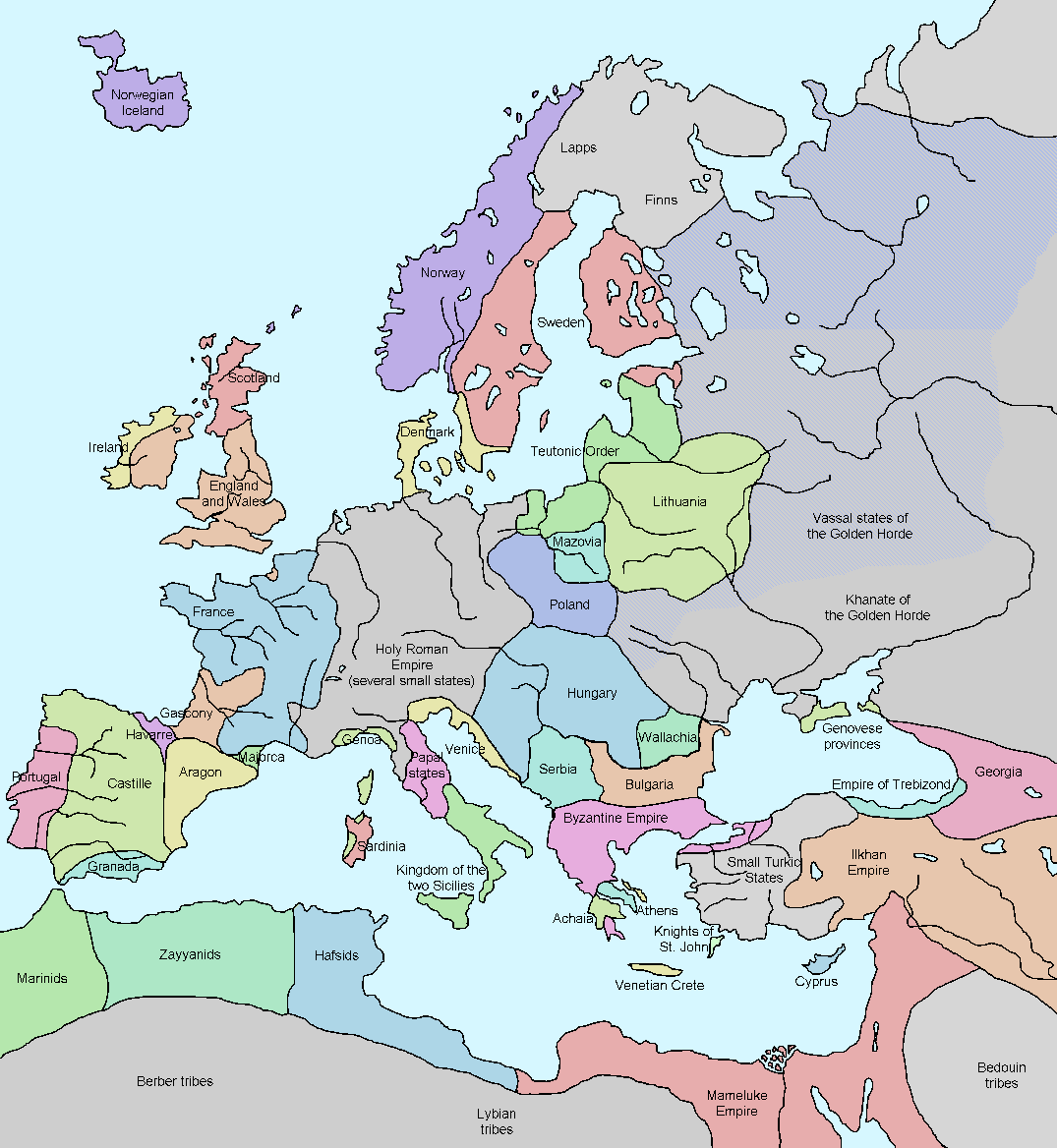
اروپا در دوران فئودالی. حدود ۱۳۲۸ م.

قحطی و طاعون باعث نابودی یک‌چهارم جمعیت اروپا در قرن ۱۴ شد. این واقعه شوم به همراه فرار رعایا از نقطه‌ای به نقطهٔ دیگر، اثرات تخریب‌کننده‌ای بر زندگی و قدرت فئودال‌ها گذاشت. با شروع جنگ صد ساله از ۱۳۳۸ تا ۱۴۵۳ فشار بیشتر برای کاهش قدرت فئودال‌ها شروع شد، فئودال‌ها به ناچار برای دفاع از املاک خود زیر پرچم پادشاهان انگلستان و فرانسه رفتند و این امر به تمرکز قدرت و فرمانبری آنان انجامید.
حمایت شهرها از پادشاهان عامل دیگری بود که باعث کاهش قدرت فئودال‌ها شد. با پایان جنگ‌های صد ساله قدرت سیاسی و اقتصادی فئودال‌ها نیز پایان یافت و با پایان جنگ‌های سی ساله موسوم به جنگ رزها (War Of Rose) قدرت آنان به‌طور کامل مقهور شاهان شد. با شکل‌گیری دولت‌های دوران مدرن در فرانسه و انگلستان، فئودال‌ها دیگر قدرت کامل را از دست داده بودند و به خدمت شاهان درآمده بودند.
از جمله علل و عوامل اصلی فروپاشی نظام فئودالی،
- ستیز میان مالک و کشاورز بر سر تصاحب زمین و آب مصرفی؛
- فشارهایی که از جانب اربابان بر پیکره نظام تولیدی وارد می‌شد؛
- ایجاد و گسترش شهرها و رشد مبادلات تجاری و بازرگانی؛
- ظهور دولتهای مرکزی مطلقه به جای کلیسای قرون وسطایی؛
- و ایجاد جنبش حصارکشی و گسترش شهرها است.

## ویژگی‌های نظام فئودالی

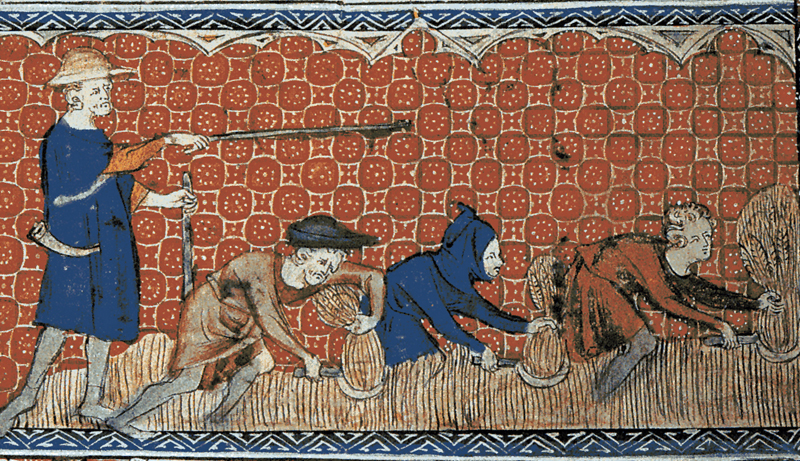
رعایا در حال برداشت گندم. انگلستان فئودالی، حدود ۱۳۱۰

### وابستگی کشاورز به زمین
شیوهٔ تولید فئودالی مبتنی بر مالکیت ارباب بر زمین و بر وابستگی شخصی کشاورزان به ارباب فئودال استوار بود. وابستگی شخصی کشاورز به ارباب بدین معنی بود که در این شیوهٔ تولید رعیت و رعیت‌دار دیگر بنده و برده نبود، اختیار جان او در دست مالک نبود و مستقلاً و جداگانه فروخته نمی‌شد اما همراه زمینی که به فروش می‌رسید، به مالک جدید منتقل می‌شد، همچنین کشاورز مجاز نبود زمین اربابی را ترک کند و این اختیار را نداشت که آزادانه بخواهد به خدمت اربابی دیگر در آید.

### بهرهٔ مالکانه و انواع آن

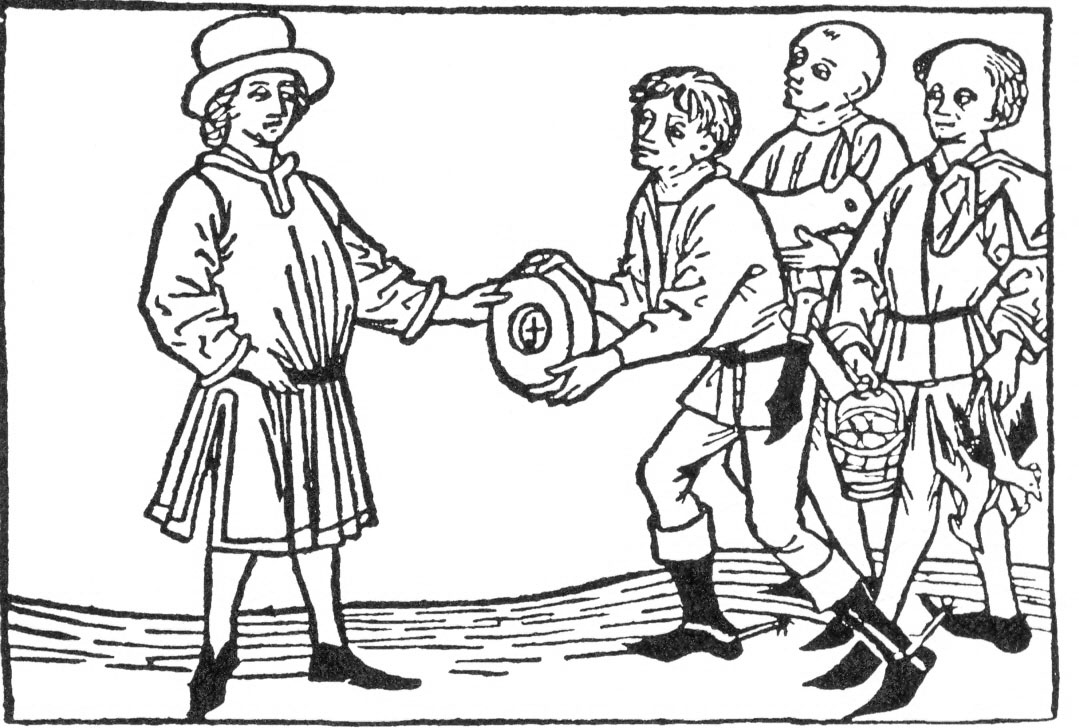
رعایا در حال پرداخت بهرهٔ لردشان. حکاکی روی چوب، حدود سده ۱۵

کشاورزان از آن جا که خود مالک زمین نبودند می‌بایست بر روی نسق، از زمینی که متعلق به ارباب فئودال بود، کار کنند و به این ترتیب مالک می‌توانست به عنوان بهره مالکانه ثمره کار آن‌ها را به سود خود ضبط کند.
بدین ترتیب، شیوه تولید فئودالی مبتنی بر انواع بهره مالکانه یا بهره اربابی است که از کشاورزها وصول می‌شود. بهره مالکانه در واقع محصول اضافی رعیت بود که تسلیم ارباب می‌شد. ما به‌طور کلی به سه نوع بهره مالکانه برمی‌خوریم که در مراحل مختلف نظام فئودالی کما بیش در کنار یکدیگر وجود داشتند. یکی کار بهره یا بیگاری، دوم بهره کالایی و سوم بهره نقدی. باید توجه داشت که در هر یک از مراحل مختلف تکامل جامعه فئودالی، یکی از این اشکال یاد شده، تفوق یافته است.
در مرحله ابتدائی نظام فئودالی «کار بهره» که در عرف معمولی می‌توان آن را به «بیگاری» تعبیر نمود شکل مسلط بهره‌کشی از کشاورزان بود. بدین معنا که کشاورزان روزهای معینی از هفته را مستقیماً برای ارباب و روی زمین او کار می‌کردند و این یک کار اجباری و مجانی برای ارباب بود. شکل دیگر بهرهٔ مالکانه «بهره کالایی» بود که عبارت بود از تسلیم منظم مقداری از محصول زراعی و دامی به ارباب و صاحب زمین، و در نهایت نوع سوم بهرهٔ مالکانه شامل «بهره نقدی» می‌شد که به معنای پرداخت بهره مالکانه به صورت پول است. تفوق بهرهٔ نقدی در انواع بهره مالکانه مربوط به اواخر دوران فئودالیسم می‌باشد.
البته باید توجه داشت که علاوه بر بهره مالکانه منظم، مالک یک سلسله مالیات و عوارض نیز به کشاورزان تحمیل می‌کرد.

### اقتصاد بسته (طبیعی)
ویژگی دیگر شیوهٔ تولید فئودالی، «طبیعی بودن یا بسته بودن اقتصاد آن» می‌باشد. اقتصاد طبیعی به معنای دایره بسته و محدود و تنگی از تولید است که هدف آن مصرف داخلی و خودی است؛ یعنی در آنجا تولید بیش از آن که هدف مبادله‌ای یا فروش داشته باشد، برای مصرف انجام می‌شود. به عبارت دیگر مقصود از اقتصاد طبیعی آن است که هر ارباب در املاک خود از عواید و بهره‌ای که از استثمار کشاورزان به‌دست می‌آورد زندگی می‌کرد و تقریباً کلیه نیازمندی‌های ضروری وی و خدمه‌اش در املاک خود او تولید و تهیه می‌شد و به ندرت مبادلات با خارج از این محیط بسته مورد احتیاج بود. اقتصاد کشاورزی نیز بر همین پایه قرار داشت و خانواده کشاورزی خود اغلب به امور پیشه‌وری می‌پرداخت و بخش عمده نیازمندی‌های خود را در داخل خود خانواده و شخصاً تأمین می‌کرد. با گذشت قرن‌ها، به تدریج همراه توسعه شهرها، تولید پیشه‌وری و تقسیم کار و مبادلات بین شهر و ده بسط یافت و ناگزیر درهای اقتصاد طبیعی به خارج گشوده شد، دایره بسته شکسته شد و بازار گسترش یافت.

### مذهب

سه طبقه اجتماعی قرون وسطا: آن‌ها که عبادت می‌کنند (کشیش)، آن‌ها که جنگ می‌کنند (شوالیه) و آن‌ها که کار می‌کنند.

مذهب و موسسات مذهبی در جامعه فئودالی نقش عظیمی داشت. موسسات مذهبی، عبادتگاه‌ها، و خدام مذهب، اوقاف فراوان و املاک وسیعی در اختیار داشتند و با دولت فئودالی و اشراف فئودال از جهت ثروت و نفوذ پهلو می‌زدند. ایدئولوژی مذهبی، شکل مسلط ایدئولوژی در شیوهٔ تولید فئودالی است. در شکل کلاسیک نظام فئودالی، مذهب در خدمت فئودالیسم بود و آن را جاودانی، مقدر و مقدس معرفی می‌کرد. هر چند که در نقطه مقابل نیز جنبش‌های کشاورزی نیز اغلب خصلت مذهبی داشت و تحت تأثیر جنبش‌های پروتستانی علیه تفوق کلیسای کاتولیک صورت گرفت.

### فارسی
- آشوری، داریوش. دانشنامه سیاسی (فرهنگ و اصطلاحات و مکتب‌های سیاسی). تهران: انتشارات مروارید.
- آریانپور کاشانی، عباس. فرهنگ دانشگاهی انگلیسی-فارسی. چاپ بیستم. تهران: امیرکبیر، ۱۳۸۷.
- اشرف، احمد و علی بنوعزیزی. طبقات اجتماعی، دولت و انقلاب ایران. ترجمهٔ سهیلا ترابی فارسانی. چاپ دوم. تهران: انتشارات نیلوفر، ۱۳۸۸.
- انصاف پور، غلامرضا. کامل فرهنگ فارسی. چاپ چهارم. تهران: انتشارات زوار، ۱۳۷۹.
- انوری، حسن. فرهنگ فشردهٔ سخن. جلد دوم. تهران: انتشارات سخن، ۱۳۸۲.
- بلوخ، مارک. جامعه فئودالی. جلد اول. ترجمهٔ بهزاد باشی. تهران: نشر آگاه، ۱۳۶۳.
- بیگدلی، علی. تاریخ اروپا در قرون وسطی. تهران: پیام نور، ۱۳۸۴.
- حیدری خوئی، امیر. مکتب‌ها و اصطلاحات سیاسی. بی جا: انتشارات خاتم سبز، ۱۳۸۰.
- داب، موریس و دیگران. گذر از فئودالیسم به سرمایه‌داری. ترجمهٔ احمد تدین. تهران: انتشارات توکا، ۱۳۵۹.
- داب، موریس. مطالعاتی در زاد و رشد سرمایه‌داری. ترجمهٔ حبیب‌الله تیموری. تهران: نشر نی، ۱۳۷۹.
- طلوعی، محمود. فرهنگ جامع سیاسی. چاپ سوم. تهران: نشر علم، ۱۳۸۵.
- علی بابایی، غلامرضا. فرهنگ سیاسی آرش. چاپ دوم. تهران: نشر آشیان، ۱۳۸۴.
- عنایت، حمید. نهادها و اندیشه‌های سیاسی در اسلام و ایران. تهران: انتشارات روزنه، ۱۳۷۷.
- عیوضی، محمد رحیم. تئوری‌های ساخت قدرت و رژیم پهلوی دوم. تهران: انتشارات مرکز اسناد انقلاب اسلامی، ۱۳۸۲.
- ممتحن، حسینعلی. کلیات تاریخ و تمدن (قرون وسطی). جلد دوم. تهران: انتشارات دانشگاه شهید بهشتی، ۱۳۷۰.
- نعمانی، فرهاد. تکامل فئودالیسم در ایران. جلد اول. تهران: انتشارات خوارزمی، ۱۳۵۸.
- ولی، عباس. ایران پیش از سرمایه‌داری (تاریخ نظری). ترجمهٔ حسن شمس آوری. تهران: نشر مرکز، ۱۳۸۰.
- هوگلاند، اریک. زمین و انقلاب در ایران۱۳۶۰–۱۳۴۰. مترجم فیروزه مهاجر. تهران: نشر شیرازه، ۱۳۸۱.
- فئودالیسم۱
- فئودالیسم۲
- نظام فئودالیسم چیست؟ / فئودالیسم در اروپا بایگانی‌شده  در ۳۰ سپتامبر ۲۰۱۸ توسط Wayback Machine

### انگلیسی
- Wickham, Chris (2016). Medieval Europe. New Haven: Yale University Press. ISBN 978-0-300-20834-4.
- Tuchman, Barbara (1978). A Distant Mirror: The Calamitous 14th Century. New York: Ballantine Books. ISBN 978-0-307-79369-0.